# Philipp von Mühldorfer
Philipp Mühldorfer, ab 1834 von Mühldorfer, (* 1. März 1801 in Tittling; † 12. Februar 1865 in Vilshofen) war ein bayerischer Bierbrauer, Unternehmer und Politiker.
Von Mühldorfer, Kommerzienrat, Bierbrauer, Realitäten-, Guts- und Mühlenbesitzer in Vilshofen, trat 1840 für den Stimmkreis Niederbayern Klasse V in die Kammer der Abgeordneten ein und wurde 1842 wiedergewählt. 1843 schied er aus.
1834 wurde sein Vater Johann Baptist Mühldorfer mit Familie in den Adelsstand erhoben.
Mit seiner ersten Ehefrau Maria Theresia geb. Hofreiter (1808–1860) hatte er vier Töchter und fünf Söhne.
Er wurde 1839 als „sehr wohlhabend“ und als „ein braver Mann, der sich bisher mehr um seinen Erwerb als um den Gang der politischen Angelegenheiten bekümmert habe“, charakterisiert.